# Le Pont-de-Montvert
Le Pont-de-Montvert [lə pɔ̃ də mɔ̃vɛʁ] (okzitanisch Lo Pònt de Montverd) ist eine Ortschaft und eine Commune déléguée in der französischen Gemeinde Pont de Montvert - Sud Mont Lozère mit 296 Einwohnern (Stand: 1. Januar 2022) im Département Lozère in der Region Okzitanien (zuvor Languedoc-Roussillon).

## Lage
Le Pont-de-Montvert liegt auf ca. 880 m Höhe ü. d. M. an der Einmündung zweier Bäche (Le Martinet und Le Rieumal) in den Oberlauf des Tarn; der Ort ist Teil des Nationalparks Cevennen, einem Teil des Massif Central. In der Nähe befindet sich der Mont Lozère. Nächstgelegene Stadt ist das ca. 20 km (Fahrtstrecke) westlich gelegene Florac.

## Bevölkerungsentwicklung
| Jahr      | 1800 | 1851 | 1901 | 1954 | 1999 | 2013 |
| Einwohner | 1255 | 1445 | 1126 | 509  | 272  | 292  |

Wegen der abgelegenen Lage des Ortes und der zunehmenden Mechanisierung der Landwirtschaft sank die Bevölkerungszahl in der ersten Hälfte des 20. Jahrhunderts kontinuierlich ab.

## Wirtschaft
Jahrhundertelang lebten die Einwohner der Gemeinde zumeist als Selbstversorger von der Landwirtschaft, zu der auch die Viehzucht (Schafe, Ziegen, Rinder, Hühner) gehörte. Als regionales Wirtschaftszentrum war der Ort auch attraktiv für Kleinhandel, Handwerk und andere kleinere Dienstleistungsunternehmen. Mittlerweile spielt der Tourismus in Form der Vermietung von Ferienwohnungen (gîtes) eine bedeutende Rolle; auch Kanutouren auf dem Tarn sind möglich.

## Geschichte
Im Verlauf des Albigenserkreuzzugs (1209–1229) floh der damalige Burgherr mit seinen Mannen und einigen Juden, denen der Unterschlupf gewährt hatte, in die Grafschaft Toulouse. Die Burg wurde von den Truppen Simon de Montforts zerstört. In den religiösen Auseinandersetzungen des 16. und 17. Jahrhunderts stellten sich die meisten Einwohner des Ortes auf die Seite der Protestanten. Nach der Ermordung des Abbé du Chayla im Jahr 1702 begannen die Kamisardenkriege in den Cevennen.
Mit Wirkung vom 1. Januar 2016 wurde sie mit den Gemeinden Fraissinet-de-Lozère und Saint-Maurice-de-Ventalon zur Commune nouvelle Pont de Montvert - Sud Mont Lozère zusammengelegt und hat dort seither den Status einer Commune déléguée.

## Sehenswürdigkeiten

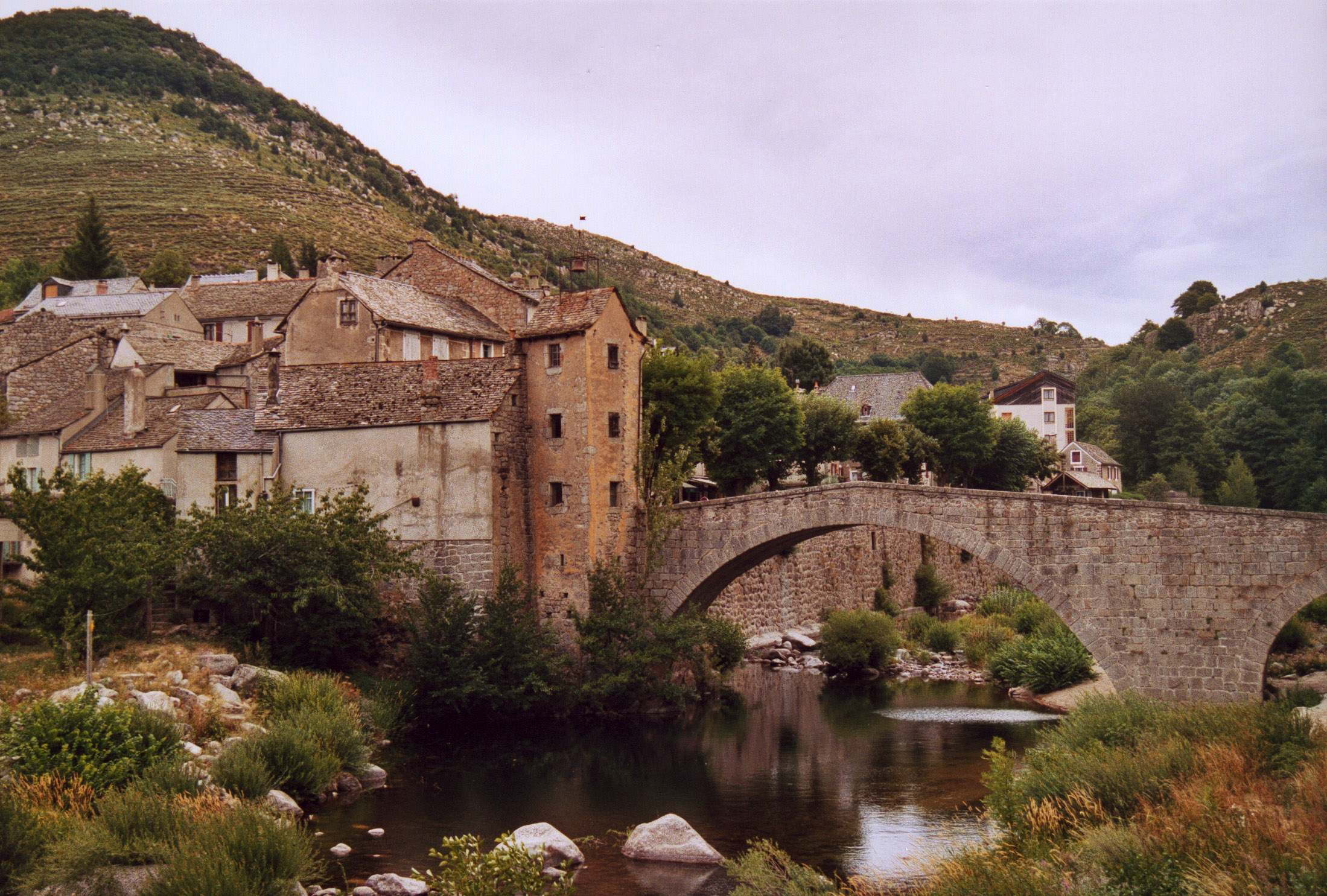
Steinbrücke über den Tarn mit Brückenturm

- Die in ihrem heutigen Zustand aus dem 17. Jahrhundert stammende zweibogige Brücke (pont) über den Tarn ist das Wahrzeichen des Ortes. Sie verfügt über einen seitlich stehenden dreigeschossigen Brückenturm zwecks Kontrolle und zur Erhebung des Brückenzolls. Das Bauwerk ist seit dem Jahr 1950 als Monument historique anerkannt.[2]
- Der Ort hat eine katholische und eine protestantische Kirche (temple).
- Ein kleines Museum beschäftigt sich mit der Geschichte sowie der Fauna und Flora des Nationalparks Cevennen.

außerhalb
- Die bereits im 13. Jahrhundert existierende, aber im 14. Jahrhundert von Guillaume de Grimoard, dem späteren Papst Urban V., ausgebaute Burg Grisac (44° 20′ 30″ N, 3° 41′ 51″ O) steht auf einer Anhöhe im Weiler Grizac etwa 2 km südwestlich Le Pont-de-Montvert. Die Burg und ihre Nebengebäude wurden bis ins 17. Jahrhundert immer wieder erweitert; der im Privatbesitz befindliche Komplex ist seit dem Jahr 1984 als Monument historique anerkannt.[3]

## Persönlichkeiten
- 1309: Der spätere Papst Urban V. (1362–1370) wurde auf dem zur Gemeinde gehörenden Château Grisac geboren.
- 1702: Abbé du Chayla, ein beinahe inquisitorischer Anhänger der königlich-katholischen Partei, wurde in seinem Haus in Le Pont-de-Montvert ermordet.
- 1878: Der schottische Schriftsteller Robert Louis Stevenson machte auf seiner berühmt gewordenen Wanderung durch die Cevennen in Le Pont-de-Montvert Station.